# Старокиргизово
Старокирги́зово (рос. Старокиргизово, башк. Иҫке Ҡырғыҙ) — село у складі Ілішевського району Башкортостану, Росія. Входить до складу Новомедведевської сільської ради.
Населення — 439 осіб (2010; 508 у 2002).
Національний склад:
- башкири — 93 %